# Морпетский замок
Морпетский замок (англ. Morpeth Castle) — средневековый замок в Морпете.
Первое строение, замок курганно-палисадного типа, датируется ещё XI веком. Строение было на холме с видом на реку Уонсбек. В 1216 году замок был разрушен Иоанном Безземельным.
Новый замок был построен на месте старого в 1340-х годах. Замок Морпет известен тем, что в 1516 году Маргарита Тюдор, сестра Генриха VIII и вдова Якова IV, прожила в нём четыре месяца, бежав от своих врагов в Шотландии в поиске убежища у своего брата. Единственное крупное военное событие в истории замка произошло в 1644 году, когда гарнизон из 500 равнинных шотландцев удерживал его в течение 20 дней против 2700 роялистов.
В дальнейшем замок передавался по женской линии и принадлежал нескольким знатным семьям, но ни одна из них не проживала в нём длительное время. К середине XIX века сохранились лишь торхаус и фрагменты стены. В 1988—1990 годах обществом Landmark Trust торхаус был отреставрирован.
Интересно, что Морпет-Касл был отдельной общиной, в XX веке там проживало более 300 жителей. Лишь 1 апреля 1935 года поселение вошло в состав города Морпет.
Сегодня замок Морпет — памятник архитектуры I класса.

## Галерея

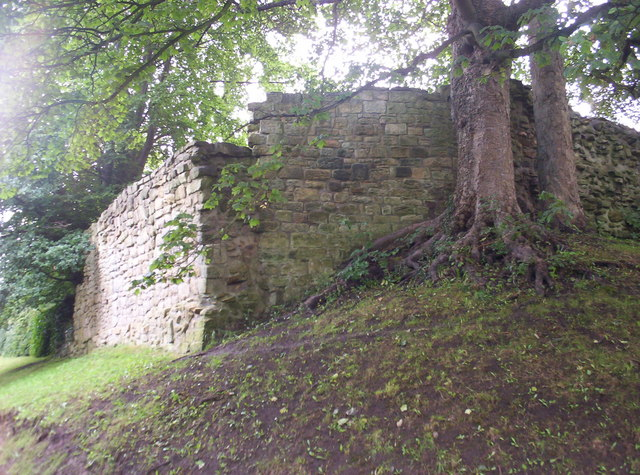
Остатки крепостных стен
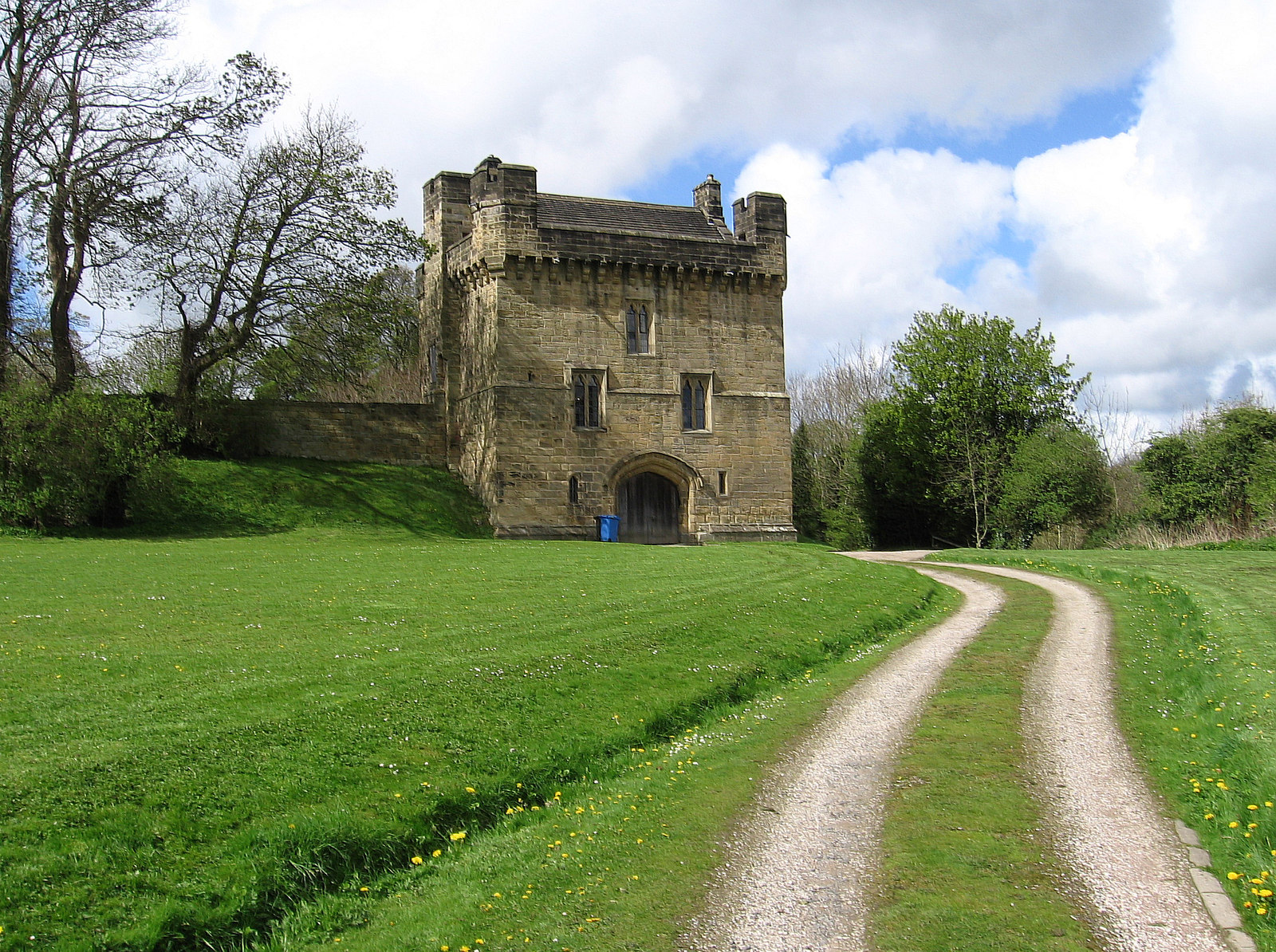
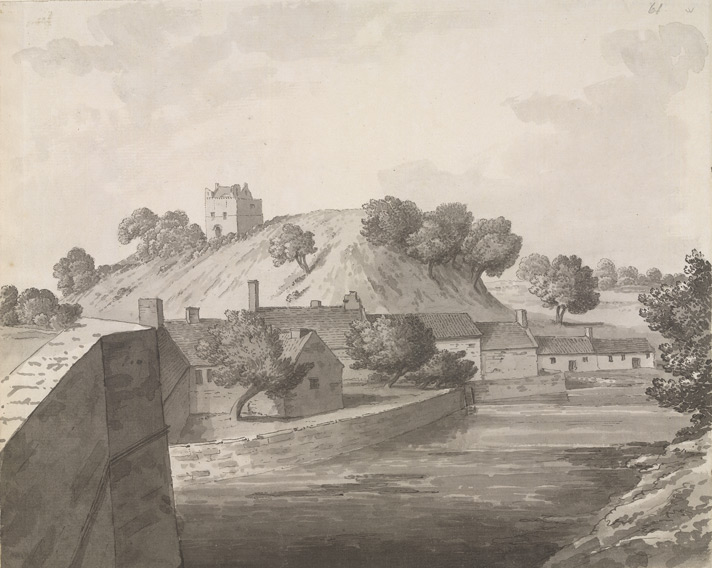
Картина Самуэля Гримма